# Təvəkkül Bayramov
Təvəkkül Tofiq oğlu Bayramov (ur. 27 czerwca 1981 w Çaytumas) – azerski zawodnik taekwondo, srebrny i brązowy medalista mistrzostw świata, złoty i dwukrotny brązowy medalista mistrzostw Europy.
W 2007 roku w Manchesterze wziął udział w turnieju kwalifikacyjnym do igrzysk olimpijskich w Pekinie, jednak nie uzyskał kwalifikacji, odpadając w 1/8 finału. Nie uzyskał również kwalifikacji na igrzyska w Londynie – w kwalifikacjach w 2012 roku w Kazaniu odpadł w ćwierćfinale w kategorii powyżej 80 kg.
Dwukrotnie stanął na podium mistrzostw świata w taekwondo w kategorii do 84 kg. Na mistrzostwach w Garmisch-Partenkirchen w 2003 roku zajął trzecie miejsce, a cztery lata później w Pekinie był drugi. 
Trzykrotnie zdobył medale mistrzostw Europy. W 2004 roku w Lillehammer i w 2006 roku w Bonn był to brązowy medal w kategorii do 84 kg, a w 2010 roku w Petersburgu złoty medal w kategorii powyżej 87 kg.
W 2001 roku w Woensdrecht zdobył brązowy medal wojskowych mistrzostw świata w kategorii do 84 kg, a rok później w Fort Hood został wojskowym mistrzem świata w tej kategorii wagowej.